# Château de Roanne
Le château de Roanne était un château fort situé dans la commune française de Roanne, dans le département de la Loire et la région Auvergne-Rhône-Alpes. Il ne subsiste aujourd'hui que le donjon.

## Histoire
C'est le plus ancien bâtiment de Roanne, très fort au Moyen Âge, dont il ne reste qu'un haut donjon carré aux angles arrondis, avec guette surmontant un comble plat à tuiles creuses .
Il est édifié au XIIIe siècle par Bérard de Roanne, seigneur des châteaux de Roanne et du Crozet, des terres de Cordelle et de Vernay. Pendant longtemps, le contrôle de la ville de Roanne fit l'objet de divisions et de dévolutions compliquées. Jean, comte de Forez, acquit de Guichard de Châtelperron et Isabeau, sa femme, la moitié de la ville de Roanne. En 1273, Guichard de Montagny délaissa par échange à Guy, comte de Forez, le quart par indivis, de la ville de Roanne et appartenances.
Le mercredi après la conversion de Saint-Paul, le 27 janvier 1294, Jehan, comte de Dreux, et Jeanne sa femme, vendirent à Jehan, comte de Forez, pour 1 400 livres tournois, le "chastel" et ville de Roanne et appartenances et lui promirent de rendre les lettres de donation que Guiot, père dudit comte de Forez, fît au connétable Humbert de Beaujeu.
En 1346, Hugues de Couzan possédait la moitié de Roanne; elle lui avait été apportée en dot par Alix de la Perrière à qui elle était échue par sa mère, de St-Haon, et par sa grand-mère, de Roanne.
En 1516, Anne de France et Charles III connétable de Bourbon firent don à Artus Gouffier, de la moitié de Roanne qu’ils avaient conservée depuis l’achat de 1294.
Le Roi de France, Charles IX, par Lettres Patentes de mai 1564, créa en faveur de Claude Gouffier, grand écuyer de France, les seigneuries de Boisy, la Motte et Roanne, en marquisat. En novembre 1566, le même monarque érigea ce marquisat en duché de Roannais en faveur de Claude Gouffier et de ses successeurs mâles, à la charge de racheter dans les trois mois, des héritiers du seigneur de St-André, les châtellenies de St-Haon, St-Maurice et Crozet, comprises sous le nom de parfait de la baronnie de Roanne, pour demeurer unies audit duché.
Charles IX fit lui-même le rachat de ces châtellenies et un arrêt du Parlement de Paris, du 23 décembre 1567, porta que Claude Gouffier remplirait le duché de Roannais, de terres de même estimation et prix cependant que l’érection du duché subsistera par celles dont il était composé pour lors, en fournissant au Domaine de S. M. une terre de 60 livres parisis de revenu. Louis Gouffier, petit-fils de Claude, obtint en septembre 1612 et avril 1620, des lettres d’érection en pairie de son duché de Roannais. Le petit-fils de Louis, Artus Gouffier, vendit son duché de Roannais à son beau-frère, François d’Aubusson, comte de la Feuillade, époux de Charlotte Gouffier.

En avril 1667, le Roi Louis XIV confirma la terre de Roannais en duché, aux mêmes clauses et conditions qu’à sa création par Charles IX. Le 16 décembre 1677, le comte de la Feuillade acquit St-Haon, St-Maurice et Crozet, il acheta aussi à titre d’échange, le 14 juin 1686, la châtellenie de Cervière. En novembre 1686, il obtint des Lettres Patentes en forme d’édit par lesquelles le Roi approuvait et ratifiait le contrat d’aliénation de ces terres qui devaient, à l’avenir, composer un seul et même corps de duché et une même juridiction. Les officiers du bailliage de Montbrison formèrent opposition à l'enregistrement, mais on transigea par une indemnité.

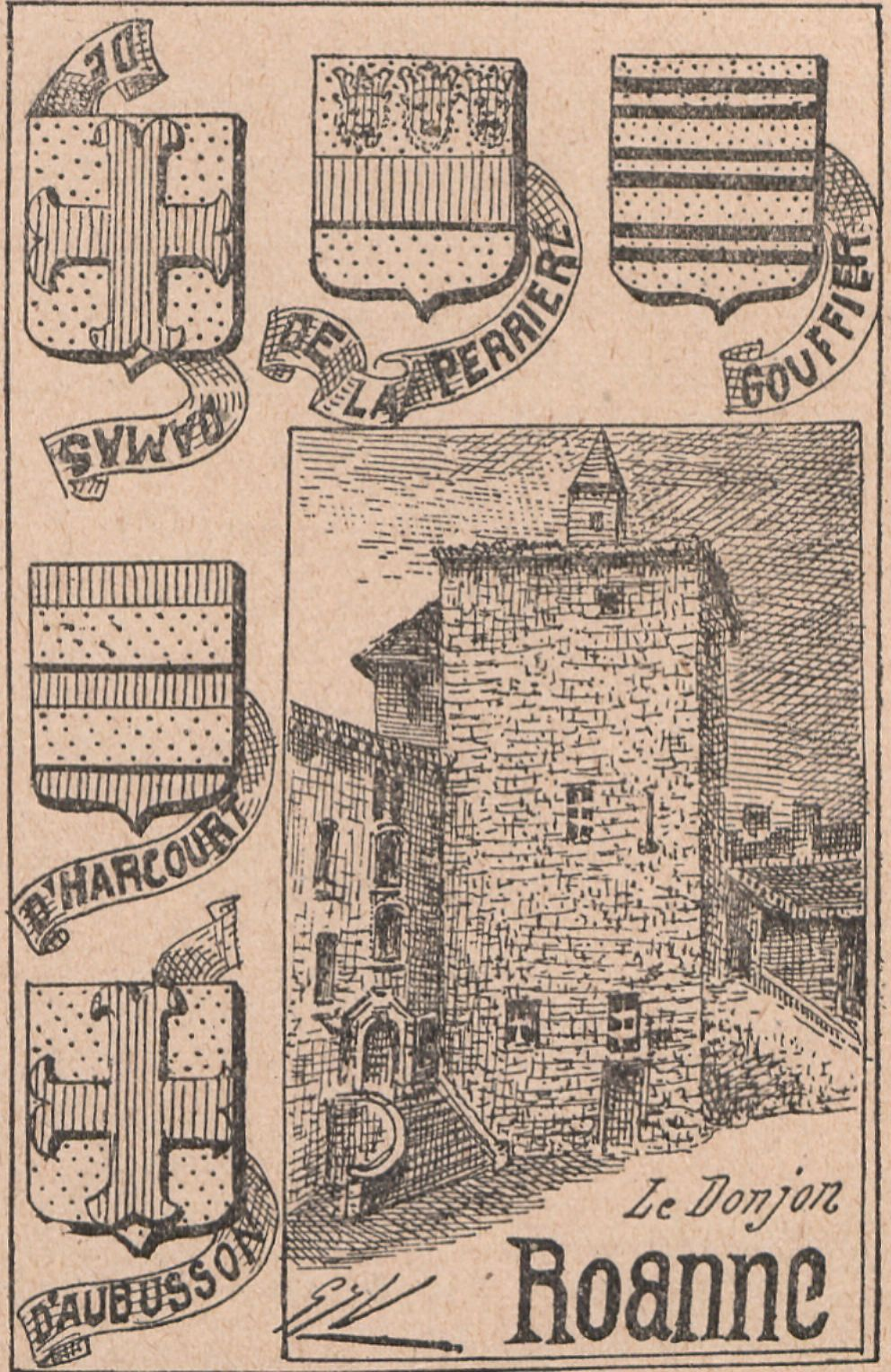
Le donjon du château de Roanne par Emile Salomon.

Le 13 juin 1752, Françoise-Scholastique-Catherine d’Aubusson de la Feuillade, fille d’Hubert et de Catherine-Scholastique Bazin de Bezons, portait par mariage le duché de Roannais, à François-Henri, duc d’Harcourt, fils aîné de Pierre d’Harcourt et de Thérèse-Eulalie de Beaupoil de St-Aulaire. De cette union naquit, le 8 mars 1753, Anne- Gabrielle d’Harcourt-Lillebonne, mariée le 11 juin 1772, à Victurnien-Jean-Baptiste-Marie de Rochechouart, prince de Tonnay-Charente, duc et pair de France, fils de Jean-Baptiste et de Charlotte-Nathalie de Manneville, d’où la duchesse de Croÿ, la princesse de Beauvau-Craon et la duchesse de Crussol.
Depuis (environ) 1674, le château de Roanne était cependant devenu le tribunal et abritait ses prisons départementales et ce, jusqu'en 1810, année de construction de la prison rue Jean Macé détruite en 1999.

En 1845, le chevalier Jean-Étienne de Saint-Thomas (1785-1875),, ancien officier supérieur, inspecteur des Monuments Historiques de la Loire depuis 1843, acquiert pour 6 000 francs les anciennes prisons départementales, laissées à l'abandon depuis 1810. Plusieurs années de travaux redonneront du lustre à la bâtisse, car le Chevalier ne craint pas de faire dans la démesure pour abriter ses multiples collections d’antiquités et de peintures et marquer son attachement à la monarchie. Il flanque le logis d'une façade Renaissance, orne la balustrade de son portrait et de celui de son épouse, Athénaïs de Cuzieu (1796-1871), et couvre les murs intérieurs de fleurs de lys, symbole de la royauté.

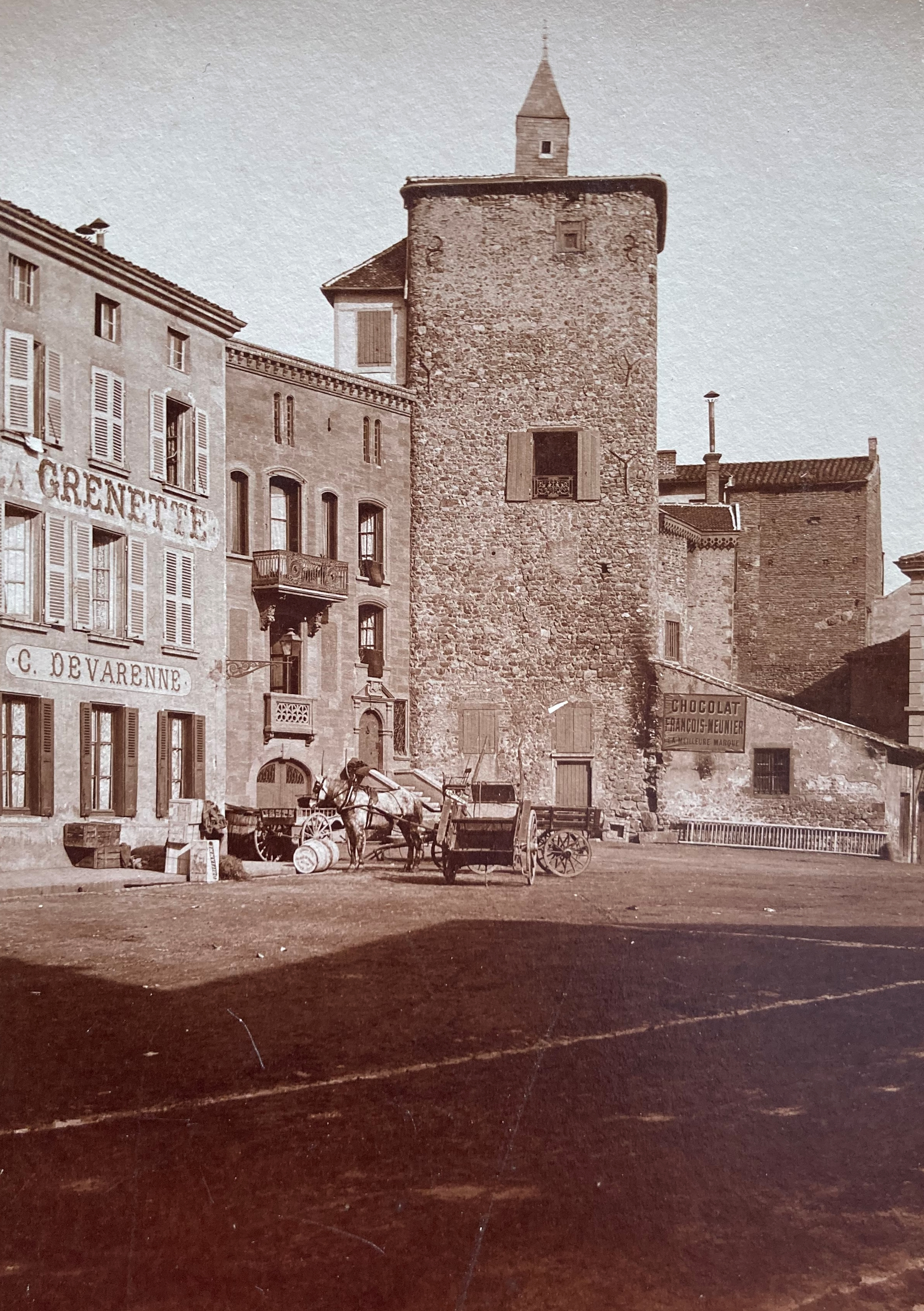
Château de Roanne -1897 (collection particulière).

Les annuaires départementaux de 1870 et 1875 en parlent comme de "la principale curiosité de Roanne". On y lit encore que "les objets d'antiquité et d'art y sont si nombreux qu'il faudrait plusieurs journées pour les visiter un peu en détail".
À la mort du Chevalier de Saint Thomas en 1875, c’est sa fille Clémentine, Madame Veuve Andrieu de Vaulx (1823-1898), qui hérite du château de Roanne. Il restera dans la famille de ses descendants jusqu’à la fin du XXe siècle.
Le donjon du château est classé monument historique par arrêté du 11 octobre 1930.
Le château est acquis par la ville de Roanne en 1997 : le 8 novembre la municipalité reçoit symboliquement la clé du château des mains de sa dernière propriétaire.
En 2009, il fait l'objet d'une restauration de sa façade et de sa charpente.
Le donjon avec la maison attenante abrite aujourd'hui l'office de tourisme.
Il se visite chaque samedi matin en été.

## Architecture

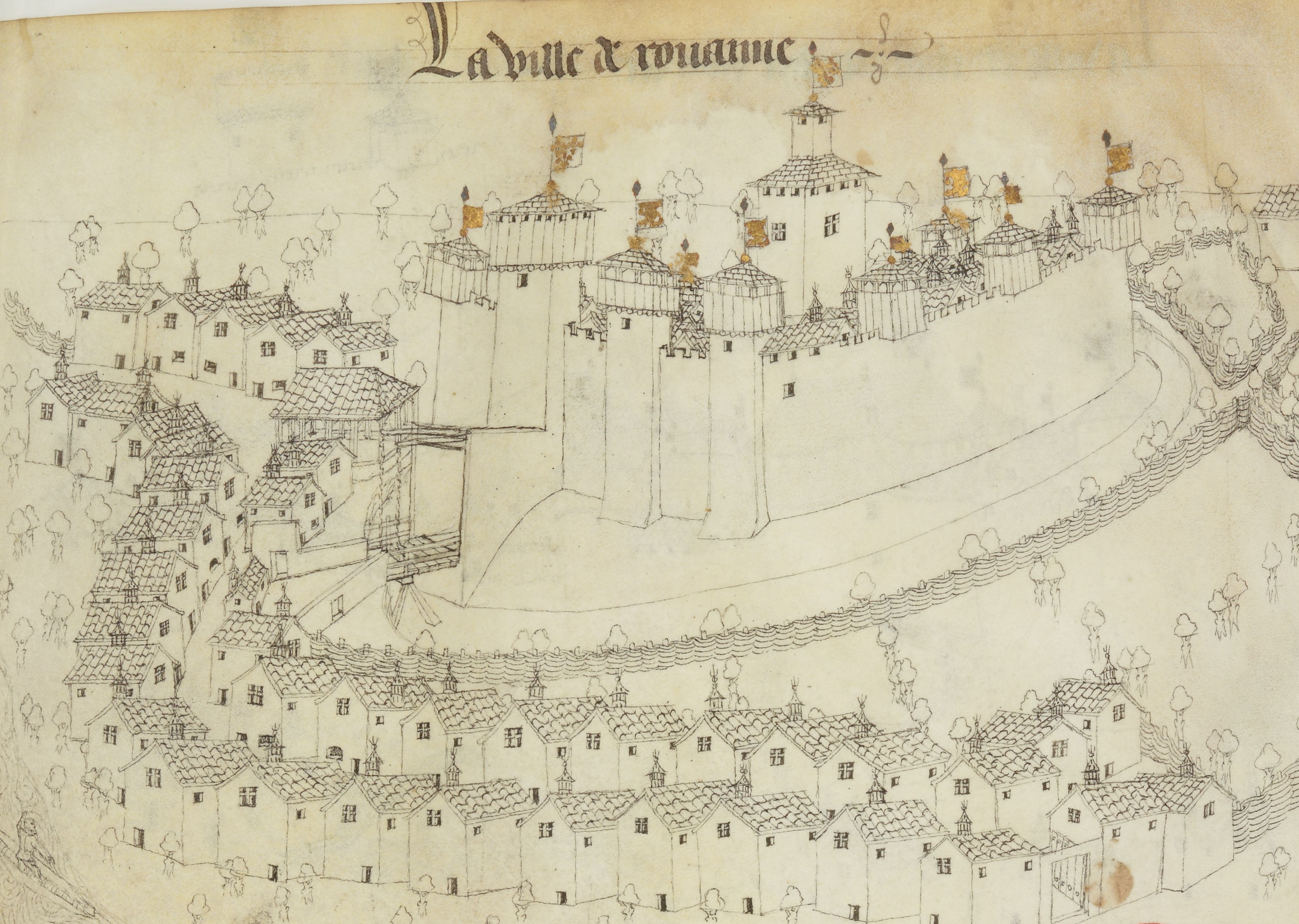
Vue du château de Roanne avec son enceinte fortifiée, murs crénelés et tours fortifiées, son pont-levis enjambant les profonds fossés (source gallica.bnf.fr).

C'est une tour carrée en pierres brutes, galets et petits blocs de granit de Villerest, aux angles arrondis, d'une vingtaine de mètres de haut. Il est surmonté d'une guette recouverte d'ardoises qui existait dans la moitié du XVe siècle quand Guillaume Revel dessina la ville de Roanne.
Ce donjon de 20 m de haut abrite une salle qui a permis de le faire inscrire à l'inventaire supplémentaire des Monuments Historiques, la salle des blasons, dont le plafond voûté est recouvert d'une centaine de blasons peints du XIXe siècle sur instruction de son propriétaire, le Chevalier de Saint-Thomas. De même, la façade inspirée Renaissance, offre un très beau balcon forgé.
L'enceinte du château a disparu. Un pont-levis enjambait les fossés remplis d'eau qui étaient alimentés depuis les étangs du château de Boisy via l'Oudan et fluaient ensuite vers le fleuve Loire. Des fortifications de cette place forte, il demeure un passage, l'ancienne porte d'or qui allait au bourg neuf (quartier Bourgneuf).